# Lagerpeton
Lagerpeton je rod jednoho z možných předchůdců dinosaurů, žijící v období středního triasu (stupeň Ladin) na území dnešní Argentiny. Není to ještě opravdový dinosaurus a nepatří tedy do vlastního nadřádu Dinosauria (jde pouze o tzv. dinosauromorfa, příbuzného blízce ptakoještěrům).

## Význam a popis
Z podobných tvorů se vyvinuly všechny známé druhy dinosaurů. Nalezla se z něj zadní končetina, chodidlo, kyčel, páneví kosti a obratle. Tento dravec měřil pravděpodobně 70 cm a vážil asi 0,5 kg, dosahoval přibližně velikosti dospělé slepice. Mohl se pohybovat jak na zadních končetinách, tak po všech čtyřech.

## Zařazení
Typový druh L. chanarensis byl popsán americkým paleontologem Alfredem Sherwoodem Romerem v roce 1971. Fylogenetická analýza kladu Lagerpetidae byla publikována v roce 2018. Jeho blízkým příbuzným byly rody Dromomeron a Ixalerpeton.